# Каунасский драматический театр
Ка́унасский госуда́рственный драмати́ческий теа́тр (лит. Kauno valstybinis dramos teatras) — старейший литовский стационарный драматический театр, действующий в Каунасе с 1920 года. Располагается в Каунасе на улице Лайсвес аллея (Laisvės alėja 71). Руководитель театра с 2008 года Эгидиюс Станцикас.

## История

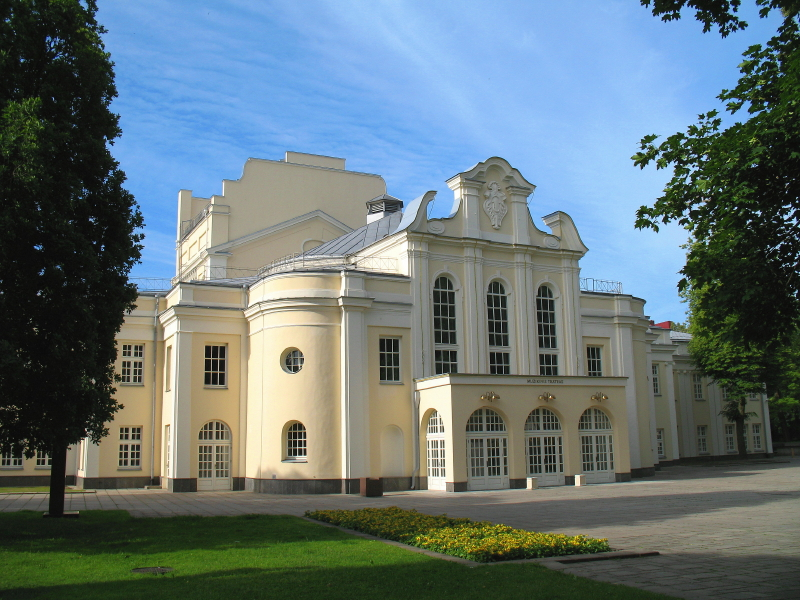
Каунасский музыкальный театр

Основан в декабре 1920 года Обществом творцов литовского искусства под названием Драматический театр (Dramos vaidykla). Первым спектаклем была пьеса «Огни Ивановой ночи» Германа Зудермана (режиссёр Юозас Вайчкус; премьера 19 декабря 1920 года). В 1922 году театр стал Государственным драматическим театром. В 1925 году он был объединён с Государственной труппой оперы и балета в единый Государственный театр. Театр действовал в здании прежнего Ковенского городского театра, построенного по проекту архитектора И. Голеневича в 1891 году (ныне в здании размещается Каунасский музыкальный театр).
Ядро актёрской труппы театра составили воспитанники драматической студии, основанной Юозасом Вайчкусом в Петрограде в 1918 году, — Викторас Динейка, Пятрас Кубертавичюс, Она Курмите-Мазуркявичене, Юозас Станулис. Позднее начали играть актёры Александрас Купстас, Юозас Лауцюс, Стасис Пилка, Она Римайте, Юозас Сипарис, Иполитас Твирбутас, Теофилия Другунайте-Вайчюнене, Антанина Вайнюнайте-Кубертавичене, Петронеле Восилюте-Дугуветене, Эляна Жалинкявичайте-Пятраускене.
В 1921—1923 годах режиссёром большинства спектаклей был Кастантас Глинскас, в 1921—1941 годах — Борисас Даугуветис, а в 1929—1935 — Андрюс Олека-Жилинскас и Михаил Чехов. Глинскис и Даугуветис придерживались принципов русского реалистического театра конца XIX — начала XX веков. Глинскис заботился о профессиональной подготовке молодых актёров: при театре в 1924—1933 годах (с перерывами) действовало Театральное училище. М. А. Чехов прививал в театре принципы Станиславского, Сулержицкого, Вахтангова.
Театром ставились произведения классики западноевропейской (Мольер, Г. Ибсен, Э. Скриб, Ю. Словацкий, О. Уайльд) и русской («Скупой рыцарь» А. С. Пушкина, 1924, режиссёр Б. Даугуветис; «Лес» А. Н. Островского, 1925, режиссёр К. Глинскас; «Ревизор» Н. В. Гоголя, режиссёр М. П. Чехов; «Мещане» М. Горького, 1940, режиссёр Б. Даугуветис), пьесы литовских авторов Майрониса, В. Креве, В. Миколайтиса-Путинаса, С. Чюрлёнене-Кимантайте, Б. Сруоги, П. Вайчюнаса. Сценографию спектаклей создавали художники Владас Диджёкас, Мстислав Добужинский, Адомас Гальдикас, Телесфорас Кулакаускас, Витаутас Палайма, Стасис Ушинскас, Людас Труйкис, Стяпас Жукас. В музыкальном оформлении постановок использовалась музыка композиторов Й. Дамбраускаса, Юозаса Груодиса, Юргиса Карнавичюса, Юозаса Таллат-Кялпши.
В 1940—1941 годах театр носил название Государственного театра драмы, оперы и балета. Здесь начали ставиться пьесы советских авторов. При театре была организована драматическая студия. Во время германской оккупации в 1941—1944 годах театр назывался Каунасским большим театром. Режиссёрами были Викторас Динейка, Пятрас Кубертавичюс, Юозас Монкявичюс. После Второй мировой войны театр до 1949 года носил название Каунасского драматического театра, в 1949—1959 годах — Каунасского Государственного музыкального театра драмы. В 1959—1990 — Каунасский государственный драматический театр, затем Каунасский государственный академический драматический театр, с 2004 года Каунасский государственный драматический театр.
После Второй мировой войны режиссёрами были Антанас Суткус, А. Радзявичюс, Александрас Купстас, Викторас Динейка. Сценографию осуществляли художники Стяпас Жукас, М. Лабуцкас, Телесфорас Кулакаускас. На сцене театра играли Пятрас Кубертавичюс, Она Курмите-Мазуркявичене, Эдуардас Кунавичюс, Антанина Вайнюнайте-Кубертавичене, Ю. Петраускас, Юозас Лауцюс, Ядвига Ошкинайте-Суткувене, В. Сипайтис, Броне Курмите-Монкявичене, Антанас Мацкявичюс. Ядро театральной труппы в 1952 году составили возвратившиеся в Литву после обучения 24 выпускника Государственного института театрального искусства им. А. Луначарского (Антанас Габренас, Лаймонас Норейка, Антанина Мацкявичюте и другие).

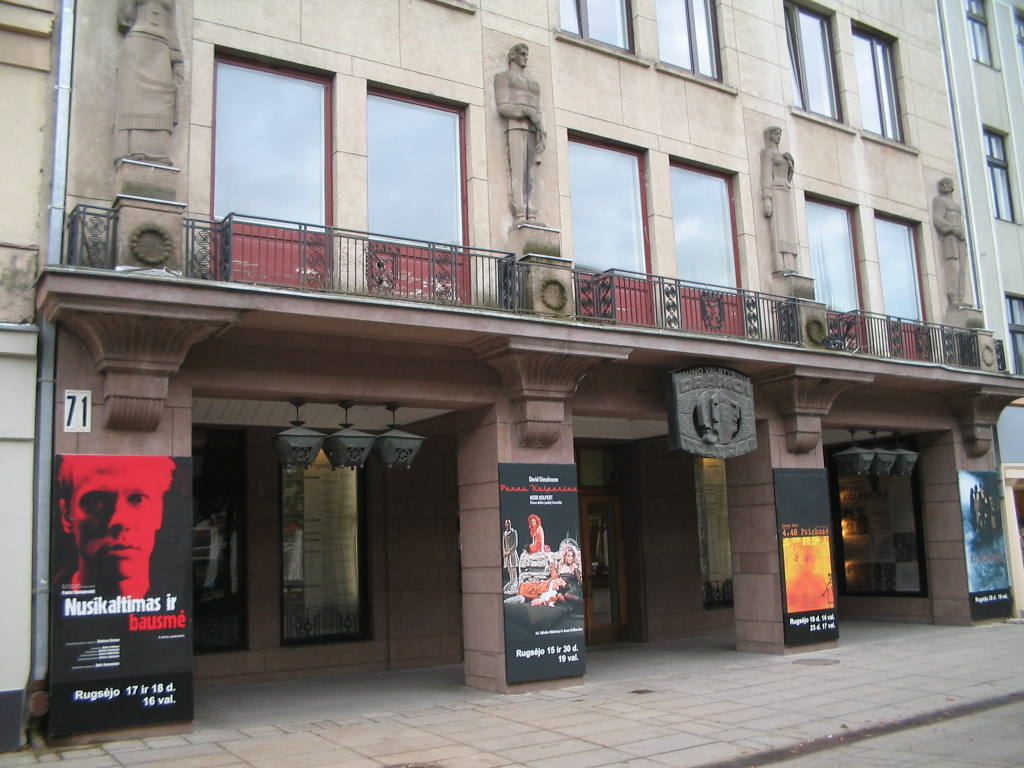
Каунасский государственный драматический театр

Значительную роль в развитии театра играла деятельность его главного режиссёра в 1953—1966 годах Генрикаса Ванцявичюса. Во второй половине 1950-х годов наиболее значительными были спектакли по пьесам Юозаса Грушаса, Всеволода Вишневского, Юстинаса Марцинкявичюса, Казиса Бинкиса. В 1959 году в труппу театра вошла большая группа актёров Каунасского театра юного зрителя. Позднее театральный коллектив пополнился выпускниками Консерватории Литовской ССР.
В 1960-е и 1970-е годы репертуар театра расширился произведениями литовской драматургии (Казис Инчюра, Казис Сая, Казис Борута, Юозас Грушас, Юозас Глинскис), пьесами советских авторов, зарубежных классиков и современных драматургов. Заметными событиями стали постановки режиссёров Йонаса Вайткуса (главный режиссёр театра с 1978 года) и Гитиса Падягимаса. Среди выдающихся актёров театра были Антанас Габренас, Юозас Будрайтис, Валентинас Масальскис, Миле Шаблаускайте и другие. Спектакли ставил Эймунтас Некрошюс, Ирена Бучене и другие известные режиссёры.
Театр принимал участие в фестивалях драматических театров Прибалтики и Белоруссии «Театральная весна», Всесоюзном фестивале театральной творческой молодёжи в Тбилиси, международном театральном фестивале в Валке (Латвия, 2003), гастролировал в Белостоке (1977), Ленинграде (1979), Москве (1983), Тбилиси (1986).